# Gordonia robusta
Gordonia robusta är en tvåhjärtbladig växtart som först beskrevs av Clarence Emmeren Kobuski, och fick sitt nu gällande namn av Hsüan Keng. Gordonia robusta ingår i släktet Gordonia och familjen Theaceae. Inga underarter finns listade i Catalogue of Life.